# Östlig stenkrypare
Östlig stenkrypare (Lithobius pelidnus) är en mångfotingart som beskrevs av Haase 1880. Östlig stenkrypare ingår i släktet Lithobius och familjen stenkrypare. Arten är reproducerande i Sverige.

## Underarter
Arten delas in i följande underarter:
- L. p. pelidnus
- L. p. triangulatus